# 钯催化偶联反应

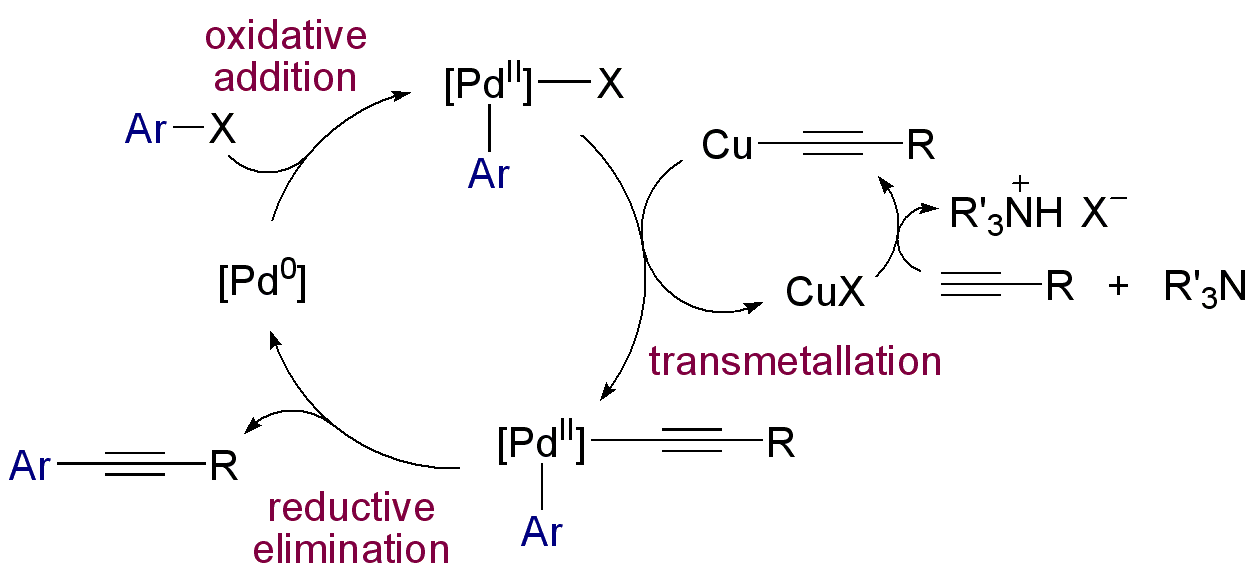
Sonogashira偶联的机理

钯催化的偶联反应是偶联反应的一大类，是指以钯化合物作为催化剂。它是均相催化剂的研究和应用的活跃领域。2010年诺贝尔化学奖颁发给理查德·赫克、根岸英一和铃木章，三位围绕此主题进行研究的化学家。

## 例子
反应通常遵循以下化学计量：
X-R  +  M-R'  →  MX  +  R-R'
变化基于X-R（通常为芳基溴）和M-R'的身份。 通常，反应产生盐或盐样产物（卤化锌，卤化锡，卤化硅）
例如：
- Heck反应：烯烃与芳卤偶联
- Suzuki反应：芳卤与烷基硼酸偶联
- Stille反应：卤代烃与有机锡偶联
- Hiyama偶联反应：卤代烃与有机硅偶联
- Sonogashira偶联反应：芳卤与炔烃偶联，碘化亚铜作共催化剂
- Negishi偶联反应：卤代烃与有机锌偶联
- Buchwald-Hartwig胺化反应：芳卤与胺偶联

## 催化剂
常用的钯催化剂有：
- 乙酸钯
- 四(三苯基膦)钯
- 二氯双(三苯基膦)钯
- ［1,1'-双(二苯基膦)二茂铁］二氯化钯

## 工作条件
未优化的反应一般用10-15 mol%的钯催化，优化的反应可仅用0.1 mol%或更少的催化剂。有些新颖配体和手性催化剂也有报道，但大多仍未商业化，故实际用途不多。带有膦配体的钯对氧气敏感，而且易脱落，所以不少人研究用其他类型的配体替代膦，如利用Arduengo类型的碳烯配合物。
随着这些反应用途的拓展，对反应后除钯的研究也逐渐增多。传统的方法是用柱色谱分离，不过Smopex等除金属剂 及QuadruPure 和ISOLUTE 一类的树脂也有较好的效果。

## 区域选择性
Pd催化的偶联反应区域选择性也不尽相同，在Heck反应中，由于PdLn - π体系络合物的形成，反应区域选择性取决于极化的π体系，Pd物种连接到负电性π体系端。更广泛的，可以将其推广成1.2迁移插入和亲核进攻两种类型。

### 类型I
```
由电性控制，当双键连有吸电子基团，远离吸电子基一端带有电正性，负电的亲核试剂进攻末端；若连有给电子基，推电子作用使得Pd的富电子性增强从而大于亲核试剂，发生Pd进攻电正性端而亲核试剂连在电负性端。
```

### 类型II
由位阻控制，故进攻位点多处于烯烃多取代端，使形成的中间体Pd物种受到最小位阻。